# توماس هيليارد-ارسي
توماس هيليارد-ارسي (بالإنجليزية: Tomas Hilliard-Arce)‏ هو لاعب كرة قدم أمريكي في مركز الدفاع، ولد في 22 نوفمبر 1995 في هارتفورد في الولايات المتحدة. لعب مع لوس أنجلوس غلاكسي ونادي ساكارامينتو ريببلك.

## وصلات خارجية
- توماس هيليارد-ارسي على موقع الدوري الأمريكي (الإنجليزية)
- توماس هيليارد-ارسي على موقع قاعدة بيانات كرة القدم.إي يو (الإنجليزية)